# Peter Bennett (futbolista)
Peter John Bennett (ur. 11 lipca 1926, zm. 4 lipca 2012 w Gold Coast) – australijski sportowiec, zawodnik futbolu australijskiego oraz waterpolo, olimpijczyk.
Był zawodnikiem futbolu australijskiego, grał w ataku (pozycja full forward) w zespole St Kilda Football Club. Debiutował w 1944, regularnym graczem ligowym był w latach 1947–1954, z przerwą w 1952. Rozegrał 103 mecze, zdobywając 258 bramek. Był pięciokrotnie najlepszym strzelcem swojej drużyny w sezonie (1947, 1948, 1950, 1951, 1953). 
W 1952 nie grał w lidze futbolowej, koncentrując się na przygotowaniach do występu w reprezentacji olimpijskiej w waterpolo. Był powołany także na igrzyska w 1948, ale zrezygnował wówczas na rzecz futbolu, ku rozczarowaniu ojca Horriego, prezydenta Australijskiej Unii Pływania. Na igrzyskach w Helsinkach w 1952 był najstarszy w ekipie australijskiej, grał w dwóch przegranych meczach z Jugosławią i Austrią, a jego zespół uplasował się na dzielonym 17. miejscu. Cztery lata później na igrzyskach w Melbourne Bennett, który zakończył już w tym czasie karierę futbolową, pełnił funkcję kapitana, zajmując ostatecznie z reprezentacją 9. miejsce po czterech porażkach i jednym zwycięstwie.
Jego żoną była olimpijka, pływaczka Marjorie McQuade.